# 三總基隆分院
三軍總醫院基隆分院是位於臺灣基隆市的國軍醫院，是衛服部身心障礙鑑定醫院，為基隆地區的軍人和民眾提供醫療服務。設有孝二與正榮兩院區，有一般內科、一般外科以及小兒 、婦產、復健等專科。正榮院區設有二十四小時急診服務、急性病房、慢性病房、以及加護中心(ICU)。

## 院史沿革
三軍總醫院基隆分院的前身為南京下關海軍醫院，創立於民國34年11月，民國36年4月改名為海軍第五醫院。民國37年冬季因國共內戰戰局惡化遷移至浙江定海。民國38年9月京滬失守，醫院人員及設備等遷至瑯琊號供應艦上作業，並更名為海軍第一醫院，成為中華民國海軍有史以來唯一的一艘醫院船，巡駛於普陀山、長塗島等各沿海島嶼，擔任救傷及治療工作。民國39年5月，醫院船駛往台灣基隆，並在陸地院舍落成後於民國41年9月正式遷至基隆辦公。民國46年2月改名為海軍第三醫院。於民國47年8月金門炮戰期間承擔大量負傷的海軍官兵收治工作，歷時半年以上。民國49年6月起為因應工作負荷的增加而進行擴大編制，增設護理長等人員。同年11月，在基隆市義一路成立民眾診療院，擴大為軍民服務。
民國55年11月遷至旭丘山現址，並改稱為海軍基隆基地醫院，民國75年配合國軍健全案，改稱國軍八一二醫院。另為擴大服務範圍與考量就醫便利性，民眾診療院先後遷至基隆市劉銘傳路與現址孝二路。民國64年7月24日建造科榮館紀念金門料羅灣海戰犧牲的沱江艦中尉醫官陳科榮，並於民國65年6月落成。民國87年配合國軍精實案實施編裝調整並更名為國軍基隆醫院，民國91年3月，配合國防二法改隸國防部軍醫局。
民國93年11月，配合國軍精進案，國軍基隆醫院裁撤，由三軍總醫院承接，成立三軍總醫院附設基隆民眾診療服務處，由陳惟華上校擔任基隆民診處主任；民國94年1月國防部霍守業副部長親臨視察改制後承接概況，讚許第一階段銜接任務符合預期，同年6月由羅慶徽上校接任本處主任乙職，於同年7月通過地區醫院評鑑。民國96年1月由高偉堯上校接任主任，同年2月獲基隆市政府頒發推動議政工作績效卓著獎章，同年4月通過一般醫學科醫院評鑑(PGY)，民國97年9月通過新制醫院評鑑「優等」，為國軍醫療院所第一個獲此榮譽的地區醫院。
民國97年11月由陳冠助中校接任主任，陳建同上校於98年5月接任主任，為推廣高壓氧業務與配合國軍潛艦之成立，99年3月於科榮館新設置12人座高壓氧艙，並由軍醫局范保羅局長、總院于大雄院長、基隆市張通榮市長及衛生局王博恩局長主持啟用典禮，同年8月國防部高華柱部長親自參觀視察。
民國99年至民國102年間陸續由彭家勛上校、潘如瑜上校、陳金順上校接任主任，積極爭取與三軍總醫院醫學中心結合、擴建臨床科室及病房，以提供基隆地區軍人和民眾更多的醫療服務。
民國104年1月1日，本處奉國防部令更銜為三軍總醫院基隆分院，民國110年7月1日正式軍制編裝成立，軍銜名稱「國防醫學院三軍總醫院基隆分院」，民銜配合修訂案同步異動為「三軍總醫院基隆分院附設民眾診療服處」。
現階段軍裝編制計有院本部、護理科、醫務行政室、臨床藥事科、內科及外科等6個單位。